# Penízovka širokolupenná
Penízovka širokolupenná (Megacollybia platyphylla) je houba rostoucí jednotlivě nebo ve skupinách na rozmanitých stanovištích. Můžeme ji nalézt v dubohabrových lesích, v listnatých i jehličnatých lesích, ale i druhotných smíšených lesích na nevápenatých půdách. Roste na tlejících pařezech stromů, také ve výživné, humusovité půdě. Upřednostňuje podhorské a horské oblasti.
Penízovka roste v období od května až do října. Její růst zpravidla končí s prvními chladnými nocemi pozdního podzimu.

## Synonyma
- Agaricus grammocephalus Bull.,  (1793)
- Agaricus platyphyllus Pers.,  (1796)
- Agaricus repens Fr.,  (1815)
- Agaricus tenuiceps Cooke & Massee,  (1891)
- Clitocybula platyphylla (Pers.) Malençon & Bertault, (1975)
- Collybia grammocephala (Bull.) Quél., (1886)
- Collybia platyphylla (Pers.) P. Kumm., (1871)
- Hydropus platyphyllus (Pers.) Kühner,  (1980)
- Oudemansiella platyphylla (Pers.) M.M. Moser,  (1983)
- Tricholoma tenuiceps (Cooke & Massee) Massee, (1911)
- Tricholomopsis platyphylla (Pers.) Singer,  (1939)

## Popis
Klobouk této tenkomasé houby má u mladých plodnic tvar polokoule o průměru asi 5 cm s podvinutým okrajem, v průběhu růstu se rozevírá a dosahuje šířky až 15 cm. Klobouk je pružný, často hrbolatý nebo zvlněný, jeho chrupavčitá pokožka je holá, suchá a matná. Ve středu klobouku můžeme nalézt hrbol, kolem kterého je klobouk mírně propadlý. Od okraje se táhnou ke středu paprsčitá vlákna a v těchto "stopách" klobouk často puká. Barva pokožky se pohybuje od světle šedé, přes odstíny béžové až k hnědošedé barvě. Vzácně můžeme nalézt i světlý klobouk s hnědým radiálním žíháním. Bělavé lupeny jsou velmi široké, až 3 cm, místy příčně spojované a vykrojeně přirostlé na třeň. Ostří je protáhlé a nepravidelně zubaté.
Třeň může být vysoký až 12 cm a 1–1,5 cm tlustý. Třeň má tvar válce a je vyplněn řídkým houbovitým pletivem, nebo je dutý. Barva je v mládí bílá, postupně tmavne až k světle žluté barvě. Má jemně vláknitý povrch a směrem k bázi se trochu ztlušťuje. Zde z něho vyrůstají 1–3 mm tlusté provázky podhoubí, které se četně větví a dosahují délky přes 1 m. Pronikají do tlejícího dřeva pařezů, kde z nich vyrůstá bílé podhoubí rozkládající dřevní hmotu.
Dužina je tuhá, bílá a bez vůně. Občas má nahořklou chuť.
Výtrusný prach této houby je bílý. Výtrusy jsou bezbarvé, oválné až kulovité.
Penízovka širokolupenná je houba nejedlá. Dříve byla považována za jedlou či podmíněně jedlou houbu, proto se mnohé zdroje v tomto názoru rozchází.